# مرغ توفان کیپ ورد
مرغ توفان کیپ ورد (نام علمی: Oceanodroma jabejabe) نام یک گونه از سرده اقیانوس‌روها است.